# 콘셸
콘셸(Kornshell, ksh)은 1980년대 초에 벨 연구소의 데이비드 콘이 개발한 유닉스 셸로, 1983년 7월 14일 USENIX에서 발표되었다. 기타 초기 기여자들은 벨 연구소 개발자들인 마이크 비치(Mike Veach)와 팻 설리번(Pat Sullivan)이었는데 이들은 각자 Emacs와 Vi 스타일 라인 편집 모드 코드를 작성하였다. 콘셸은 본 셸과 하위 호환되며, 벨 연구소 사용자들의 요청을 통해 추가된 C 셸의 수많은 기능을 포함한다.

## 역사
콘셸은 원래 사유 소프트웨어였다. 2000년에 소스 코드가 AT&T에 특정한 라이선스 하에 공개되었으나 2005년 초의 93q 릴리스 이후로 이클립스 퍼블릭 라이선스 하로 라이선스 되고 있다.

## 변종
콘셸과 관련한 여러 소프트웨어 제품이 있다.
- dtksh
- tksh
- oksh
- mksh
- SKsh
- MKS
- 콘셸은 데이비드 콘의 유닉스 호환 패키지인 UWIN에 포함되어 있다.[7]

## 같이 보기
- Test (유닉스)

## 추가 문헌
- Morris I. Bolsky; David G. Korn (1995). 《The new KornShell command and programming language》. Prentice Hall PTR. ISBN 978-0-13-182700-4.
- David G. Korn; Charles J. Northrup; Jeffery Korn (1996년 7월). “The New KornShell—ksh93”. 《Linux Journal》 (27).